# Pablo Diéguez de Florencia
Pablo Diéguez de Florencia (Trujillo, 1788 - 1852) fue un militar y político peruano. Durante la época colonial fue designado gobernador del partido de Huamachuco en la Intendencia de Trujillo.
Fue miembro del Congreso General Constituyente de 1827 por el departamento de La Libertad. Dicho congreso constituyente fue el que elaboró la segunda constitución política del país.
En 1831, en su calidad de prefecto de La Libertad, participó del acto de inauguración de la Universidad Nacional de Trujillo.